# رابرت فولتن
رابرت فولتون (انگلیسی: Robert Fulton؛ زاده ۱۴ نوامبر ۱۷۶۵ درگذشته ۲۴ فوریهٔ ۱۸۱۵) مهندس و مخترع آمریکایی بود. شهرت او مدیون توسعه اولین کشتی بخار تجاری موفق بنام کلرمونت است. کشتی او مسیر رفت و برگشتی ۳۰۰ مایلی نیویورک تا آلبانی را به صورت رفت و برگشتی در ۶۲ ساعت پیمود. در ۱۸۰۰ او توسط ناپلئون بناپارت به کار طراحی نخستین زیردریایی کاری بنام ناتیلیوس به کار گماره شد. او همچنین به خاطر ابداع اولی اژدر که در نیروی دریایی سلطنتی بکار گرفته شدند شهرت دارد.